# 29 암피트리테

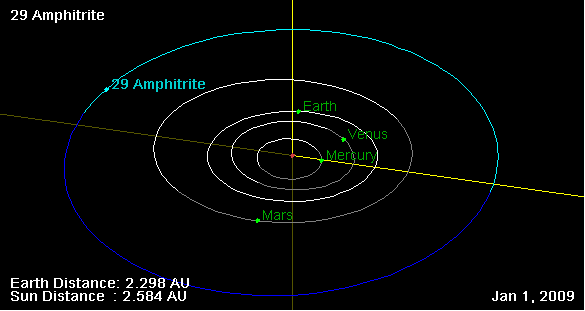
암피트리테의 공전 궤도

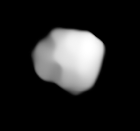

29 암피트리테 (영어:29 Amphitrite)는 직경이 약 200km인 큰 S형 소행성이다. 15 에우노미아, 3 유노, 7 이리스와 532 헤르쿨리나에 이어서 큰 소행성이다. 1854년 3월 1일 앨버트 마르스가 발견하였으며, 그 이름은 바다의 여신 암피트리테에서 따왔다.